# Geometroidea
Geometroidea (лат.) — надсемейство насекомых из инфаотряда разнокрылых бабочек (Heteroneura) отряда чешуекрылых (Lepidoptera).

## Классификация
В надсемейство включают 4 семейства:
- Пяденицы (Geometridae)
- Pseudobistonidae
- Урании (Uraniidae)
- Sematuridae